# M. M. Keeravani
M. M. Keeravani (nascido Koduri Marakathamani Keeravani; 4 de julho de 1961) é um compositor, produtor musical, cantor e letrista indiano que trabalha predominantemente no cinema de Tollywood com filmes em hindi e tâmil. Seus prêmios incluem um Oscar, um Globo de Ouro, um Critics' Choice, oito Filmfare Awards e onze Nandi Awards.
Keeravani é mais conhecido por seus trabalhos em filmes como Kshana Kshanam (1991), Seetharamayya Gari Manavaralu (1991), Gharana Mogudu (1992), Soorya Manasam (1992), Varasudu (1993), Allari Alludu (1993), Allari Priyudu (1993), Criminal (1994), Subha Sankalpam (1995), Devaraagam (1996), Pelli Sandadi (1996), Annamayya (1997), Zakhm (1998), Student No.1 (2001), Jism (2003), Paheli (2005), Sri Ramadasu (2006), Magadheera (2009), a série Baahubali (2015 e 2017), e RRR (2022). Em 2023, ele foi homenageado com o Padma Shri por suas contribuições ao cinema da Índia.

## Vida pessoal
Keeravaani nasceu em uma família de língua telugo em Kovvur, distrito de West Godavari, Andra Pradexe, filho de Siva Shakthi Datta, letrista e roteirista. Seu irmão, Kalyani Malik, também é diretor musical e cantor. Ele é primo do cineasta S. S. Rajamouli e da diretora musical e cantora M. M. Srilekha. Ele é sobrinho do roteirista e diretor V. Vijayendra Prasad. Sua esposa M. M. Srivalli trabalha como produtora de filmes. Seu filho mais velho, Kaala Bhairava, é cantor e deu voz a inúmeras composições de seu pai. Seu filho mais novo, Sri Simha, estreou com Mathu Vadalara (2019).

## Início de carreira

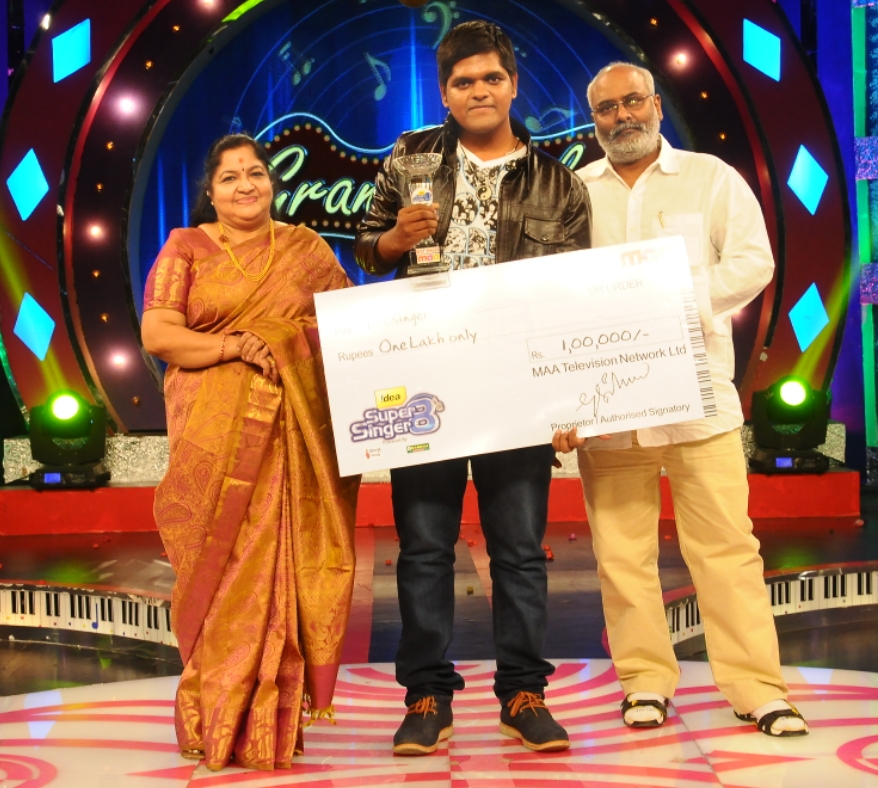
Anurag Kulkarni receiving 1st Prize from M. M. Keeravani and Padma Shri K. S. Chitra ji.

Keeravani começou sua carreira como assistente de direção musical com os compositores K. Chakravarthy e C. Rajamani em 1987. Ele auxiliou em filmes como Collectorgari Abbayi e Bharathamlo Arjunudu no final dos anos 1980. Nesse período, também buscou a orientação do veterano letrista Veturi por mais de um ano.
A primeira grande chance de Keeravani como músico independente veio com o filme Kalki em 1990, mas o filme nunca foi lançado e a trilha sonora também passou despercebida. Foi o filme de 1990 do diretor Mouli, Manasu Mamatha, que o trouxe ao centro das atenções e foi considerado seu primeiro filme lançado. No entanto, foi o grande sucesso de Ram Gopal Varma, Kshana Kshanam (1991), que fez de Keeravani um diretor musical consagrado. Todas as canções deste filme se tornaram sucessos de vendas e Keeravani foi inundado com ofertas de todas as indústrias cinematográficas do sul da Índia. Seu primeiro grande filme em hindi foi Criminal (1994).
Keeravani menciona John Williams e Nusrat Fateh Ali Khan como compositores que o influenciaram. Alguns dos filmes que inspiraram sua música incluem Fiddler on the Roof (1964), Coming to America (1988), Phone Booth (2002).

## Reconhecimento internacional
Keeravani ganhou o Oscar de melhor canção original e o Globo de Ouro de melhor canção original por "Naatu Naatu" para o filme RRR (2022) e um National Film Award para o filme de 1997 Annamayya. Ele também recebeu oito Filmfare Awards, onze Andhra Pradesh State Nandi Awards e um Tamil Nadu State Film Award. Ele também foi indicado ao Saturn Award por Baahubali: The Beginning (2015).